# Rhinobothryum lentiginosum
Rhinobothryum lentiginosum o serpiente amazónica de bandas es una serpiente ovípara de la familia Colubridae que habita en zonas boscosas del norte de América del Sur, parcialmente arborícola.

## Distribución  geográfica
Esta serpiente está ampliamente distribuida en el centro y norte de América del Sur. En Brasil, la especie se encuentra en los estados de Amazonas, Pará, Rondonia y Acre (Martins y Oliveira 1998, Miranda et al. 2009). Esta especie también se encuentra en Venezuela, en el estado de Bolívar (Molina y Rivas 1996) y en Perú en los departamentos de Ucayali, Loreto y Madre de Dios, y en el oriente de Ecuador (Orcés y Almendáriz 1994). También está presente en Guayana Francesa, Guayana, Surinam y Bolivia. Hay un solo registro confirmado de Amazonia colombiana, de Araucuara Caquetá (J.M. Renjifo, datos no publicados); Se cree que las referencias previas a la ocurrencia de esta especie en Colombia reflejan confusión con otra especie (Cadle 1992). Se encuentra en elevaciones entre cerca del nivel del mar hasta 400 m s. n. m.